# Štajerska Rinka
Le Štajerska Rinka est un sommet des Alpes, à 2 374 m d'altitude, dans les Alpes kamniques, en Slovénie. Il fait partie de l'ensemble des Rinke.
Les Rinke (pluriel de Rinka) sont quatre sommets distincts dont l'ensemble constitue le tripoint des régions traditionnelles de Haute-Carniole, Basse-Styrie et Carinthie slovène, ainsi que deux lignes de partage des eaux. Les quatre Rinke sont Kranjska Rinka, Koroška Rinka (Križ), Štajerska Rinka et Mala Rinka.
Parmi les nombreuses parois s'élevant autour de la haute terrasse glaciaire Okrešelj, le pilier nord-est du Štajerska Rinka, d'un dénivelé de 600 m, est le plus remarquable. La face nord, riche en histoire, est l'une des « trois faces nord » du massif, avec celles de l'Ojstrica et du Dolgi hrbet.
À l'est, une brèche le sépare du Mala Rinka, une autre brèche le séparant du Križ (Koroška Rinka) à l'ouest. Son versant sud se fond dans ceux de ses voisins.

## Accès
- Randonnée : le long de la voie normale au Rinke puis en bifurquant au nord à partir de la brèche à l'ouest du sommet.
- Alpinisme : le pied du pilier et la face nord sont rejoignables au départ du refuge Frischaufov dom à la haute terrasse Okrešelj.

## Face nord

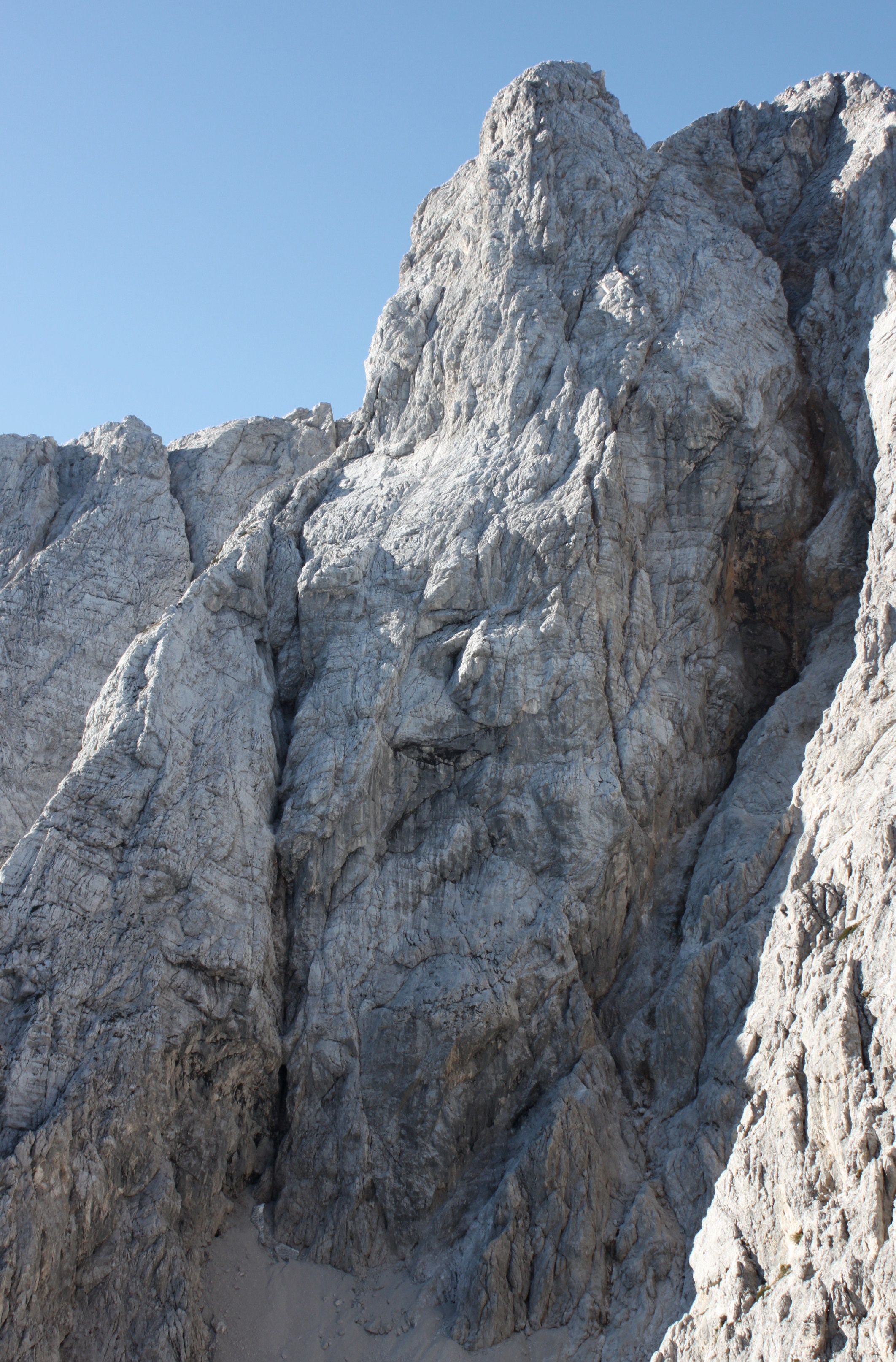
Vue de la face nord du Štajerska Rinka, depuis Mrzla gora.

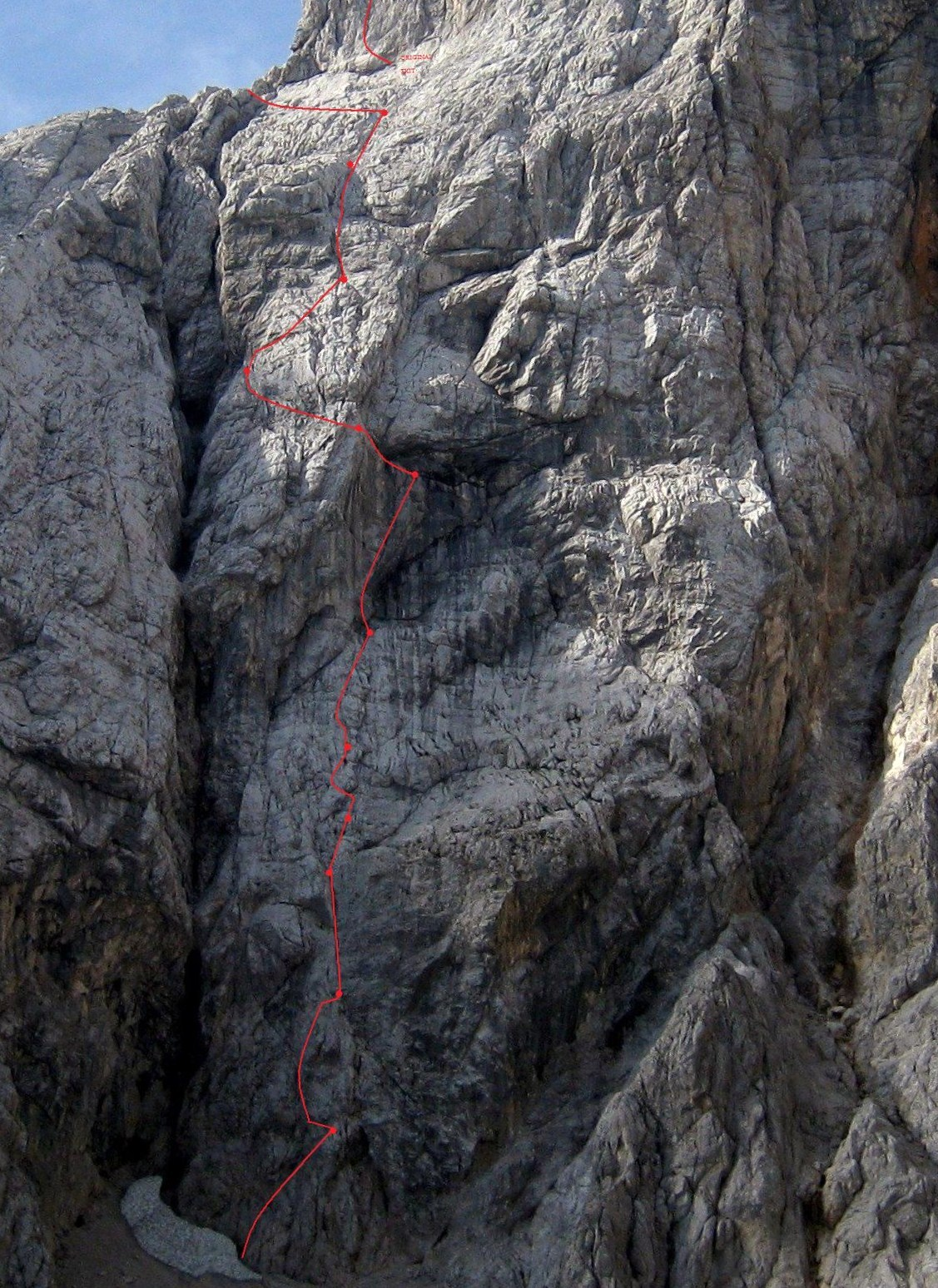
Vue tronquée de la face nord du Štajerska Rinka. La voie tracée est la Directe, dans sa version abrégée.

Sur le versant droit de la partie supérieure de la vallée de Logarska dolina, en amont de la haute terrasse Okrešelj, la face nord du Štajerska Rinka est facile d'accès depuis le refuge Frischaufov dom. À son apex, la paroi a une hauteur de 600 mètres et c'est une des « trois faces nord classiques » du massif, avec celles de l'Ojstrica et du Dolgi Hrbet. Vue d'en face, la face nord est flanquée du pilier nord-est sur la gauche, et du pilier est du Križ (Koroška Rinka) sur la droite, les goulottes entre ces piliers et la paroi même étant très prisées lorsqu'elles sont glacées, en hiver.
C'est une paroi qui vécut plusieurs moments clés de l'histoire de l'alpinisme dans ce massif :
- le pilier nord-est est ouvert en 1920 par Dadieu, Mueller, Roenicke et Rungaldier, toujours sans utiliser de pitons ;
- ouverture en 1931 de la paroi nord. Cette voie fut le chef-d'œuvre de la prolifique cordée Modec-Režek (Vinko Modec et Boris Režek) ;
- datant de 1953, l'ouverture de la Directe fut une sensation de l'après-guerre, trouvant la solution à la grande barre de surplombs. La Directe est d'une hauteur de 600 mètres et fut ouverte par Rado Kočevar et Milan Pintar. La partie supérieure de la voie originale est parfois omise, le rocher y étant moins fiable. Ainsi abrégée, la voie est d'une hauteur de 400 m et nécessite une quinzaine de longueurs de corde. D'après les cotations UIAA, la difficulté est VI/V ;
- Ledenka, une voie de glace et mixte, ouverte en 1991 par Franci Horvat, Andreja et Franc Knez, et Jože Razpotnik, est devenue un des passages obligatoires du mixte alpin moderne de haute volée.

Y compris les variantes, il existe une vingtaine d'itinéraires sur la face.

## Sources
- (sl) Silvo Babič, Tone Golnar, Plezalni vodnik Logarska dolina - zahodni del, Ljubljana, Planinska zveza Slovenije, 1999 (ISBN 961-6156-18-7). -guide d'alpinisme pour Logarska dolina, partie occidentale (Club alpin slovène).
- (sl) Tine Mihelič, Rudi Zaman, Slovenske stene, Radovljica, Didakta, 2003 (ISBN 961-6463-47-0). -guide d'alpinisme et livre reconnu, couvrant les parois slovènes.
- (sl) Vladimir Habjan, Jože Drab... et al., Kamniško-Savinjske Alpe : planinski vodnik, Ljubljana, Planinska zveza Slovenije, 2004 (ISBN 961-6156-52-7). -guide de randonnée alpine pour les Alpes kamniques (Club alpin slovène).
- PzS (no 266), GzS, Grintovci -  1 : 25 000[2], Ljubljana, 2005. -carte du Club alpin slovène.
- (en) Steve House, Beyond the mountain, Ventura, Patagonia Books, 2009 (ISBN 978-1-906148-20-1). -chapitre deux.
- (sl) Gregor Kresal, Zimski vzponi, Ljubljana, Sidarta, 2007 (ISBN 978-961-6027-47-2). -guide de glace et mixte.